# Godoy, Mexiko
Godoy är en ort i Mexiko.   Den ligger i kommunen Salamanca och delstaten Guanajuato, i den centrala delen av landet, 240 km nordväst om huvudstaden Mexico City. Godoy ligger 1 723 meter över havet och antalet invånare är 770.
Terrängen runt Godoy är huvudsakligen platt, men norrut är den kuperad. Terrängen runt Godoy sluttar söderut. Runt Godoy är det tätbefolkat, med 266 invånare per kvadratkilometer. Närmaste större samhälle är Salamanca, 10,6 km väster om Godoy. Trakten runt Godoy består till största delen av jordbruksmark.